# Antigua e Barbuda
Antigua e Barbuda è uno Stato insulare (443,9 km², 91 818 abitanti) dell'America centrale caraibica. La capitale è Saint John's.
È interamente circondata dall'Oceano Atlantico (a nord e a est) e dal Mare Caraibico (a sud e a ovest).
Antigua e Barbuda è uno Stato democratico appartenente al Commonwealth. La lingua ufficiale è quella inglese; parlato anche il creolo-inglese.

## Storia
Antigua fu raggiunta nel 1493 da Cristoforo Colombo che le diede nome dalla chiesa di S. Maria de la Antigua di Siviglia. Colonizzata a partire dal 1632 da inglesi, che vi installarono un'economia di piantagione (tabacco, canna da zucchero), divenne possedimento della Gran Bretagna nel 1667. L'economia locale entrò in crisi con l'emancipazione degli schiavi (1834). Unita a Barbuda e Redonda (1860), seguì le sorti delle altre isole delle Indie Occidentali Britanniche fino all'indipendenza (1981).

## Geografia
Lo Stato è composto dalle seguenti isole:
- Antigua
- Barbuda
- Green
- Guiana Island
- Long Island
- Redonda

### Clima
Il clima è tropicale, denominato equatoriale, influenzato e attenuato dagli alisei, le temperature sono costanti, tra i 22 °C e i 30 °C.
Le piogge sono medio-scarse con una media tra i 500 e i 1000 mm annui.

## Società

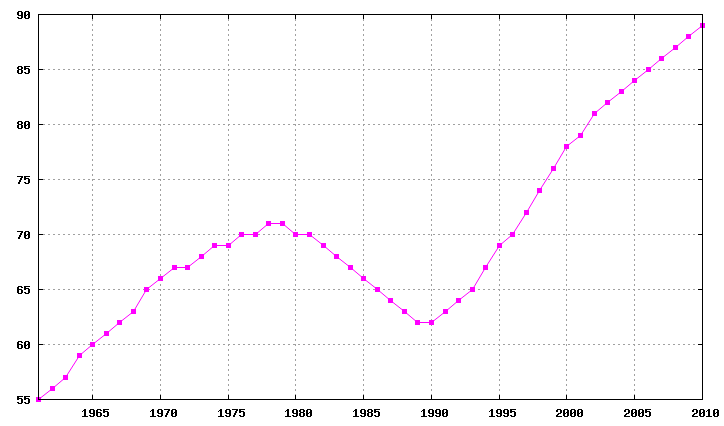
Evoluzione della popolazione dal 1961 (i dati sono in migliaia).

Nel 2007 la popolazione di Antigua e Barbuda ammontava a 69 481 abitanti, di cui un terzo si concentrava nel centro principale, la capitale Saint John's.
Il 91% della popolazione è composto da neri, discendenti degli schiavi deportati dall'Africa. Seguono mulatti (4,4%), bianchi (1,7%, soprattutto di origine britannica) e altri (2,9%).
La speranza di vita alla nascita è di 72,4 anni, il numero di figli per donna è pari a 2,23. Il tasso di alfabetizzazione è dell'85,8%.

### Religione
Pressoché tutti gli abitanti praticano il cristianesimo in varie confessioni (predominano i protestanti, seguono i cattolici con il 13%).

### Lingue
La lingua ufficiale è l'inglese e viene parlato anche il creolo-inglese.

## Ordinamento dello Stato
Lo Stato è indipendente dal 1981 ed è un reame del Commonwealth. Il sovrano del Regno Unito è anche monarca di Antigua e Barbuda utilizzando il titolo di "Sua Maestà Carlo III, per la Grazia di Dio, Re di Antigua e Barbuda e degli altri Suoi Reami e Territori, Capo del Commonwealth". La Costituzione di Antigua e Barbuda risale al 31 ottobre 1981.

### Suddivisioni amministrative
Lo stato è diviso in 6 parrocchie (Saint George, Saint John, Saint Mary, Saint Paul, Saint Peter e Saint Philip) e due dipendenze (Barbuda e Redonda).

## Economia
Il turismo rappresenta più della metà del prodotto interno lordo (PIL). Antigua è famosa per i molti esclusivi resort. Dall'inizio del 2000 il settore turistico è notevolmente rallentato: tuttavia il governo sta cercando di rilanciare il settore.
Gli investimenti bancari e i servizi finanziari costituiscono l'altra parte importante dell'economia. Le maggiori banche mondiali dispongono di uffici in Antigua, tra queste vi sono la Bank of America (Banca di Antigua), Barclays, Royal Bank of Canada (RBC) e Scotia Bank.
Fra le società di servizi finanziari con sede ad Antigua si nota PricewaterhouseCoopers.
La Securities and Exchange Commission ha accusato la Stanford International Bank, con sede ad Antigua e di proprietà del miliardario del Texas Allen Stanford, di aver orchestrato una frode enorme nei confronti degli investitori per circa 8 miliardi di dollari.
L'OCSE ha inserito Antigua nella lista nera dei paradisi fiscali per l'assoluta mancanza di trasparenza nelle transazioni economiche e per la mancata cooperazione nella lotta al riciclaggio del denaro sporco.
La produzione agricola è orientata al mercato interno e penalizzata da una limitata fornitura di acqua e dalla carenza di manodopera, a causa dell'attrattiva di salari più alti nel settore del turismo e delle costruzioni.
Prospettive di crescita economica nel medio termine continueranno a dipendere dalla crescita del reddito nei paesi industrializzati, soprattutto negli Stati Uniti, da cui arrivano circa un terzo di tutti i turisti di Antigua.
Dopo l'apertura del College of Medicine della American University di Antigua, per opera di alcuni investitori, si è aperta una nuova fonte di entrate. L'università impiega molto personale locale e i circa 1 000 studenti consumano una grande quantità di beni e servizi.

## Città principali
- All Saints
- Barnes Hill
- Bethesda
- Bolans
- Cedar Grove
- Codrington
- English Harbour
- Five Island Village
- Freemans
- Freetown
- Glanvilles
- Jennings
- Liberta
- New Whintorpes
- Newfield
- Old Road
- Pares
- Parham
- Potters Village
- Saint John's (capitale)
- St. Johnston Village
- St. Philips
- Swetes
- Urlings

## Istruzione

### Università
Ad Antigua e Barbuda è presente un'università.

## Cultura

### Produzione letteraria e musica
In ambito culturale Antigua e Barbuda ha avuto importanti personalità come Jamaica Kincaid, nella produzione letteraria, autrice, tra l'altro, di un saggio romanzato dal titolo Un posto piccolo (1988), o cantanti come Calvin Samuel e Vivian Bonnell, nella musica.

### Patrimoni dell'umanità
Il Cantiere navale di Antigua e siti archeologici associati è stato il primo sito di Antigua e Barbuda iscritto, nel 2016, nella Lista dei patrimoni dell'umanità dell'UNESCO.

### Missioni spaziali
- 10 agosto 2023: Keisha Schahaff e Anastasia Mayers [5][6]: prime antiguo-barbudani nello spazio

## Sport
La Nazionale di calcio di Antigua e Barbuda ha ottenuto il secondo posto, nel 1988, nella Coppa dei Caraibi. Nell'atletica leggera Brendan Christian, vinse, nel 2007, la medaglia d'oro nei 200 m. piani, ai XV Giochi panamericani, disputatisi a Rio de Janeiro.

## Cucina
La cucina ha subito le influenze più disparate, convogliandole in quell'insieme di ricette fantasiose, saporite e intense che oggi è la cucina creola. Fra le portate locali più diffuse, il riso, che qui si gusta bollito al dente, scolato, ripassato asciutto in casseruola e a fuoco lento, per un effetto secco e croccante.
Fondamentali nella maggior parte delle ricette, le spezie e la frutta: noce di cocco, mango, papaia, avocado, banana dolce e platano. Ma il vero re della tavola è il pesce: barracuda, cernie, king fish, lampughe, sgombri e wahoo.

## Ricorrenza nazionale
- 1º novembre: Independence Day: si celebra l'indipendenza dal Regno Unito, nel 1981.